# Mike Taylor (cestista)
Michael Rene Taylor, detto Mike (Chicago, 21 gennaio 1986), è un ex cestista statunitense.

## Carriera
È stato selezionato dai Portland Trail Blazers al secondo giro del Draft NBA 2008 (55ª scelta assoluta).

## Palmarès
- 2 volte campione NBDL (2008, 2011)